# Ashley Holtum
Ashley Holtum es una deportista neozelandesa que compitió en vela en la clase Yngling. Ganó una medalla de plata en el Campeonato Mundial de Yngling de 2005.

## Palmarés internacional
| \| Campeonato Mundial \| Campeonato Mundial \| Campeonato Mundial \| Campeonato Mundial \| \| Año \| Lugar \| Medalla \| Clase \| \| ------------------ \| ------------------ \| ------------------ \| ------------------ \| \| 2005 \| Mondsee (Austria) \| Medalla de plata \| Yngling \| |                   |                  |         |
| Campeonato Mundial |                   |                  |         |
| Año | Lugar             | Medalla          | Clase   |
| 2005 | Mondsee (Austria) | Medalla de plata | Yngling |